# Sredozemna kuhinja
Mediteranska kuhinja ili Sredozemna kuhinja označava posebnu kulturu pripreme i uživanja u jelima na Sredozemlju. 
Mediteranske kuhinje doista dijele određene zajedničke elemente, kao što su česta uporaba maslinovog ulja, mediteranskog bilja i češnjaka ali se u nekim slučajevima i značajno razlikuju.
Stoga u strogom smislu ne postoji jedna mediteranska kuhinja.

## Osnovni elementi nacionalnih kuhinja mediteranske regije
- Maslinovo ulje i masline
- svježe povrće, kao što su rajčice, patlidžana, paprika, tikvice, češnjak i luk
- riba i plodovi mora
- Bilja kao što su majčina dušica, ružmarin, origano i bosiljak
- bijeli kruh, tjestenina i riža
- u nekim zemljama redovito konzumiranje crvnog vina za večeru

Nekoliko medicinskih istraživanja ustanovila su kod stanovnika u mediteranskim zemljama manji broj slučajeva kardiovaskularnih bolesti, visokog krvnog tlaka i pretilosti kao i tendencije dužeg životnog vijeka nego u sjevernoj Europi i SAD-u.
To je bio povod za razvoj prehrambenih preporuka koje su postale poznate pod nazivom mediteranska prehrana.
Međutim te preporuke se mogu razlokovati od stvarnih prehrambenih navika stanovnika u mediteranskim zemljama. 

## Regionalne kuhinje
- Albanska kuhinja
- Španjolska kuhinja
- Portugalska kuhinja
- Francuska kuhinja
- Talijanska kuhinja
- Hrvatska kuhinja
- Grčka kuhinja
- Turska kuhinja
- Marokanska kuhinja
- Libanonska kuhinja
- Sirijska kuhinja
- Arapska kuhinja (Kulinarska tradicija Sjeverne Afrike: Egipat, Libija, Tunis, Maroko i Alžir)

## Vanjske poveznice
- Članak HICa:zdrava hrana, zdrav život  Arhivirana inačica izvorne stranice od 15. prosinca 2011. (Wayback Machine)
- Recepti